# تاآن‌خیونگ‌نام
تاآن‌خیونگ‌نام یا تاآن‌خیونگ جنوبی (به ویتنامی: Xã Tạ An Khương Nam) یک قصبه در ویتنام است که در استان کاماو واقع شده‌است.